# Pârâul lui Bălan
Pârâul lui Bălan este un curs de apă, afluent al râului Tărlung. 